# 加格达奇区
50°25′31″N 124°07′08″E / 50.425413°N 124.118816°E
加格达奇区，是中华人民共和国黑龙江省大兴安岭地区的县级区和行政公署所在地，属地权归内蒙古自治区呼伦贝尔市鄂伦春自治旗所有。

## 历史
加格达奇，原名加格达气（加克达奇），在鄂伦春语是“有樟子松的（地方）”的意思。加格达奇在原始社会旧石器时代晚期有人类活动，在中华人民共和国成立前是一片原始森林，没有定居的居民，只有鄂伦春族游猎者出入。从清朝开始到满洲国时期，俄国和日本沿着甘河和多布库尔河两岸砍伐树木，经常纵火烧山，致使原始森林遭到严重破坏。由于交通不便，树木砍伐仅限于“冬采夏流”，所以未建立过村屯，没有定居的居民。在满洲国后期，日本政府曾在“高崖子”（现光明街道办事处）一带设有特务机关，任务是搜集东北抗日联军的活动情报。
从1953年开始，中华人民共和国林业部、铁道部和东北林业总局，曾多次组织工程技术人员进行森林调查和勘察设计工作。1958年4月，以内蒙古自治区牙克石林管局奎勒河林业局为主体，并从绥棱、伊春等林区调入部分干部和工人进驻加格达奇高崖子，成立加格达奇林业局筹备处。1960年7月，内蒙古自治区呼伦贝尔盟公署决定撤销奎勒河林业局，其全部人员和设备从大杨树迁运至加格达奇高崖子，正式成立加格达奇林业局，鄂伦春自治旗在加格达奇设立建镇办事处。同年11月，经内蒙古自治区人民委员会批准，鄂伦春自治旗所辖的加格达奇正式设镇。
1961年秋，呼伦贝尔盟公署撤销多布库尔林业局，其全部人员和设备并入加格达奇林业局。1964年2月，中共中央、国务院决定开发大兴安岭林区。同年7月，大兴安岭林区会战指挥部在加格达奇镇成立。1964年8月，大兴安岭林区会战指挥部成立松岭林业公司，公司机关设在加格达奇镇。10月，呼伦贝尔盟公署决定将加格达奇镇改由大兴安岭林区会战指挥部管理。1965年3月，大兴安岭林区会战指挥部决定，将加格达奇镇并入松岭林业公司，撤销镇的机构建制。1967年12月，大兴安岭特区革命委员会决定，将松岭林业公司机关迁至小杨气，重新组建加格达奇镇，隶属大兴安岭特区革命委员会。1968年3月，成立加格达奇镇革命委员会筹备小组，4月正式成立加格达奇镇革命委员会。
1970年2月，经国务院批准，将加格达奇镇改为加格达奇区。1973年6月，加格达奇区正式划入国家机关序列。1979年7月，中共中央、国务院决定，将黑龙江省鄂伦春自治旗划归内蒙古自治区呼伦贝尔盟，鄂伦春自治旗下辖的加格达奇区和松岭区仍归黑龙江省大兴安岭地区行政公署管理。1981年7月，加格达奇区革命委员会改称加格达奇区人民政府。1986年1月，经国务院批准，加格达奇区为县级区建制。

## 地貌气候
加格达奇区位于黑龙江省大兴安岭地区的南端，大兴安岭山脉的东南坡，地理座标为东经123°45′至124°26′，北纬50°09′至50°35′，总面积1587平方公里，其中林地面积115213公顷，森林覆被率为64％，农业用地面积6512公顷，水域面积1476公顷。南、西面和鄂伦春自治旗相邻，东、北面与松岭区相邻，属低山丘陵地带，山岭起伏绵延，西北高而东南低，低山丘陵分布在城区的周围，大部分平川分布在甘河南北两岸，平均海拔为472米，平均起伏量为192米。土壤以棕色针叶林土为主，其次有草甸土、沼泽土、石质土等，其中草甸土分布在河谷两旁和山间谷地上，沼泽土分布在河流两岸的低洼处，石质土分布在高山脊岭。加格达奇区以甘河为主要河流，由西向东在境内通过，区段长55公里，属嫩江水系。加格达奇河、额尔格奇河、塔列吐河、库尔奇河等支流均汇入甘河。
加格达奇区地处高纬，太阳总辐射少，是寒冷的主要原因。年平均气温为-1.2℃，常年最热月份为7月，月平均温度为18.9℃；常年最冷月份为1月，月平均温度为-23.8"C、无霜期为85至130天，年平均降水量为498.8毫米，属寒温带大陆性季风气候，总的气候特征为冬季漫长高寒，夏季短暂温凉，春、秋分明少雨；昼夜温差大，光照充足，雨热同季，冷空气活动频繁，无霜期短，灾害性天气时有发生。春季气旋活动频繁，干旱少雨，风速较大，气温变化幅度大，积雪消融，常有倒春寒。夏季全年气温最高、湿度大、风小、日照时间长、降水集中、气候温凉宜人，由于降水集中，若遇有大雨、暴雨时，受地形影响，多有洪水发生。秋季太平洋高压南下，冷空气活动频繁，夜长昼短，地面辐射冷却失热多，气温明显下降，少雨，昼夜温差大。冬季占全年时间的一半，由于受蒙古高压和贝加尔湖冷空气的影响，盛行西北风，严寒且干燥，晴朗且微风，降水很少，光照时间短，积雪日期长。自然灾害时有发生，主要有：灾害性天气（寒潮、暴雪、暴雨、冰雹）、水灾、地震、火灾。

## 资源
加格达奇区的野生植物种类很多，主要分布的种类有51科282种，可分为蕨类植物门和种子植物门；野生经济植物资源比较丰富，种类较多，分布较广，分为酿酒及食用类、纤维类、芳誊油类、油脂类、食用菌类。加格达奇区的森林植被属泛北极植物区、欧亚森林植物亚区、大兴安岭植被区系，原始森林植被以兴安落叶松为优势的寒温带明亮针叶林为主体，但是由于区内的森林植被屡遭火灾，外加人为破坏，保持原始植被的景观仅存于交通不便的西北边缘区域。大片火烧迹地和采伐迹地上生长萌生力极强的柞树、山杨和桦树，从而形成阔叶次生林及山地草原化景观。加格达奇区山体上部的乔木层以柞树、黑桦为主，其次有白桦、落叶松和山杨；下木层有杜鹃、赤杨、榛子、珍珠梅、柳叶绣线菊；草本层有莎草科、禾本科，轮叶沙参和贝加尔野豌豆等。山体下部乔木层以白桦为主，其次为柞树、黑桦和落叶松，还有少量的甜杨和朝鲜柳。此外的植物还有此外越桔、细叶杜香、笃斯越桔、红花鹿蹄草、风毛菊、大叶樟、小叶樟、苔草、蕨类、苔藓类、地衣等。
加格达奇区的野生动物属于古北界、东北亚界、大兴安岭亚区。野生动物种类有兽类、鸟类、两栖类、爬行类，鱼类，浮游动物和底栖动物类及昆虫类等：
- 兽类主要有：大耳蝠、普通刺猥、普通鼩鼱、狼、赤狐、貉、棕熊、香鼬、黄鼬、水獭、松鼠、花鼠、红背䶄、棕背䶄、普通田鼠、莫氏田鼠、麝鼠、黑线姬鼠、大林姬鼠、褐家鼠、小家鼠、小飞鼠、东北鼢鼠、雪兔、东北兔、野猪、狍子、驼鹿、马鹿、狸。
- 鸟类主要有：雀鹰、金雕、白尾鹞、松雀鹰、雉鸡、斑翅山鹑、长尾林鸮、蚁䴕、黑枕绿啄木鸟、角百灵、鹊鸲、太平鸟、红背伯劳、红尾伯劳、灰伯劳、灰椋鸟、黑喉石鸭、灰背鸫、黑眉苇莺、芦苇莺、黄腰柳莺、北灰鹅、家麻雀、树麻雀、北朱雀、长尾雀、黑尾蜡嘴雀、栗鸱、黄胸鸱、雪鸱、铁爪鸥、黄雀、花尾榛鸡、黑嘴松鸡、黑琴鸡、鹊鸭、斑头秋沙鸭、红胸秋沙鸭、白喉针尾雨燕、白腰雨燕、四声杜鹃、大杜鹃、中杜鹃、普通夜鹰、崖沙燕、家燕、金腰燕、乌鸦、松鸦、灰喜鹊、大山雀、银喉长尾山雀。
- 两栖及爬行类动物主要有：极北小鲵、蟾蜍、林蛙、雨蛙、斑蛙、蜥蜴、青蛙、蛇类。
- 鱼类主要有：银鲫、鳑鲏、青鱼、蛇鮈、䱗鲦、雅罗鱼、蒙古红鲌、贝氏䱗鲦、鲶鱼、六须鲶、狗鱼、泥鳅、须鳅、溪七鳃鳗、哲罗鱼、细鳞鱼、葛氏鲈塘鳢。
- 浮游动物及底栖动物类主要有：沙壳虫属、侠资虫属、钟形虫属，龟甲轮虫属、镖蚤属、象鼻蚤属、剑水蚤属、多肢轮虫属、扁蜉科，摇蚊科、虻科、四节蜉科、盘螺、旋螺、田螺、河蚌、蚯蚓、水蛭、蜊蛄。
- 昆虫类主要有：落叶松毛虫、落叶松鞘蛾、午毒蛾、豹灯蛾、云杉大黑天牛、落叶松球果花蝇、黑胸球果花蝇、贝加尔球果花蝇、稀球果花蝇、东方金龟子、山杨卷叶象螂、杨白剑舟蛾、扬二尾舟蛾、白杨金花虫、柳兰金花虫、山杨叶鲫、杨黑斑叶蚵、星斗眼蝶、小环蛱蝶、黄环蛱蝶、捷豹蛱蝶，灿豹蛱蝶、突角小粉蝶、冷杉枯叶蛾。

加格达奇区的矿产资源有白云石、石墨和沙金等，都有极大的开发潜力。

## 经济人口
2020年，加格达奇区地区生产总值41.1亿元人民币，其中第一产业增加值6.5亿元人民币，第二产业增加值3.1亿元人民币，第三产业增加值31.5亿元人民币。户籍总人口为129031人，其中城镇人口为116144人。全年出生人口526人，死亡人口941人。人均国内生产总值31856元人民币。加格达奇区民族主要以汉族为主，还有回族、满族、壮族、白族、锡伯族、蒙古族、朝鲜族、鄂伦春族、鄂温克族、达斡尔族、俄罗斯族、柯尔克孜族等29个少数民族。
2020年，加格达奇区农作物总播种面积89161.9公顷，其中玉米播种面积311公顷，小麦播种面积2702.95公顷，大豆播种面积79166.3公顷。全年粮食产量137220.3吨，全年谷物产量10624.8吨，其中玉米产量2256.1吨，小麦产量8368.7吨，豆类产量125262.4吨（其中大豆产量117763.5吨，杂豆产量7498.9吨）。全年牛出栏803头，羊出栏4625只，生猪出栏11879头，家禽出栏83677只，禽蛋产量2037吨，牛奶产量527吨，年末生猪存栏12109头，家禽存栏205193只。
2020年，加格达奇区共有普通中小学校数9所，中学2所，小学5所，一贯制学校2所，在校生人数7293人。医疗卫生机构111个，其中医院25个，基层医疗卫生机构80个，专业公共卫生机构6个，各类医疗卫生机构拥有床位1471张，卫生技术人员1303人，其中执业医师及执业助理医师491人，注册护士612人。总共诊疗服务65万人次。

## 行政区划
1966年4月，成立林海人民公社。1968年7月，成立镇东办事处、镇西办事处、镇南办事处。1978年7月，成立白桦人民公社。1982年2月，林海人民公社更名为加北人民公社，镇东办事处、镇西办事处、镇南办事处分别更名为卫东街道办事处、红旗街道办事处、曙光街道办事处。1983年9月，从卫东街道拆分出东山街道；从红旗街道、曙光街道拆分出长虹街道；从卫东街道、曙光街道拆分出光明街道。1984年3月，白桦人民公社和加北人民公社分别改为白桦乡、加北乡。
加格达奇区下辖6个街道办事处、2个乡：东山街道、卫东街道、红旗街道、长虹街道、曙光街道、光明街道、加北乡、白桦乡。
| 统计用区划代码 | 名称     | 下辖区划                                 |
| -------------- | -------- | ---------------------------------------- |
| 232761001000   | 东山街道 | 铁工社区、路园社区、朝阳社区             |
| 232761002000   | 卫东街道 | 北秀社区、九千三社区                     |
| 232761003000   | 红旗街道 | 安悦社区、阳光社区                       |
| 232761004000   | 长虹街道 | 长青路社区、鑫源社区、春城社区           |
| 232761005000   | 曙光街道 | 营林社区、康庄社区、光华路社区           |
| 232761006000   | 光明街道 | 恒友社区、机场路社区、东山坞社区         |
| 232761200000   | 加北乡   | 加北村、五一村、幸福村                   |
| 232761201000   | 白桦乡   | 白桦村、东山村、加南村、双河村、五岔沟村 |

## 管理权争议
加格达奇区、松岭区由黑龙江省大兴安岭地区管理，但在地理上属于内蒙古自治区呼伦贝尔市鄂伦春自治旗。鄂伦春自治旗、呼伦贝尔市、内蒙古自治区三级党委、人大、政府、政协曾多次向上级要求收回加格达奇区、松岭区管理权，但加格达奇区、松岭区有历史遗留问题，同时涉及国有林区等问题，该矛盾长期未得到有效解决。
1979年5月30日，中共中央、国务院下发《中共中央、国务院关于恢复内蒙古自治区原行政区划的通知》（中发（1979）42号），决定恢复内蒙古自治区1969年7月原有行政区划，但为了有利于林业生产的发展，鄂伦春自治旗的加格达奇区和松岭区仍归黑龙江领导，原属地权不变，税收归内蒙古自治区。1980年1月29日，国务院下发《国务院办公室关于大兴安岭地区加格达奇、松岭两区归属问题的通知》文件（（1980）室字4号），决定大兴安岭地区加格达奇区、松岭区归属问题暂按中发（1979）42号文件规定执行，加格达奇区、松岭区仍归黑龙江省领导，原属地权不变，税收归内蒙古自治区。关于税收缴纳问题，经内蒙古自治区、黑龙江省、林业部、财政部负责同志协商，经国务院批准，从1980年起，黑龙江省每年划拨税款700万元人民币，一定五年不变，按季度直接拨给内蒙古自治区鄂伦春自治旗。
1984年8月，鄂伦春自治旗人大提交全国人大常委会《关于加松两地交回我旗的请示报告》，称根据中发（1979）42号文件规定，加格达奇区、松岭区归回鄂伦春自治旗的期限已到，要求根据《中华人民共和国民族区域自治法》关于“民族自治地方区域界限一经确定，不得轻易变动”的规定，将加格达奇区、松岭区尽快交回鄂伦春自治旗。
2004年11月25日，呼伦贝尔市市政府向内蒙古自治区政府上报《关于松岭加格达奇两地实行属地管理的请示》（呼政发〈2004〉96号），呼伦贝尔市认为大兴安岭林业开发的实质意义随着“天然林保护工程”的实施已不存在，为促进该区经济社会整体发展，请求自治区帮助该市收回加松地区的管理权。2019年5月18日，呼伦贝尔市政府印发《关于恢复加松地区管理权的说明》，《说明》内容是从历史沿革、民族繁衍、经济文化等方面说明加松地区是内蒙古自治区的法定行政区域，恢复加松地区管理权有利于推进林区改革，统筹地区发展，加快东北振兴，对促进内蒙古、黑龙江两省区民族团结、边疆稳固、生态保护等工作意义重大。呼伦贝尔市并成立“恢复加松地区管理权”工作领导小组，推进内蒙古恢复加松地区的管理权。
- 北山公园铁道兵纪念碑
- 加格达奇站
- 加格达奇现有一班进京列车

## 註解
1. ↑  冬天砍伐树木，春天通过河流运输木材
2. ↑  1969年7月，鄂伦春自治旗随同呼伦贝尔盟划归黑龙江省管辖。1970年4月，鄂伦春自治旗划归黑龙江省大兴安岭地区。
3. ↑  即加格达奇区、松岭区